# Фіскальні марки Зулуленду

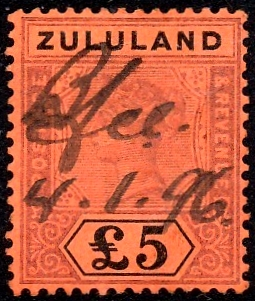
Марка Зулуленду 1894 року, яка використовувалася для отримання прибутку в 1896 році.

У 1888 році британська колонія Зулуленд випустила фіскальні марки. Єдина серія складалась із фіскальніх марок Наталя семи номіналів: 1 пенні, 1 шилінг, 5 шилінгів, 9 шилінгів, 1 фунт стерлінгів (два різні кольори), 5 і 20 фунтів стерлінгів з наддруківками англ. «ZULULAND» (Зулуленд), подібними до тіх, що використовулись для поштових марок. Пізніше марка номіналом 1 пенні стала дійсною і для поштового використання. Усі марки вищіх номіналів тепер мають високі ціни та є досить рідкісними. На додаток до цієї емісії, ті самі наталівські марки номіналом 5 ф. ст. відомі з іншою наддруківкою фіолетового кольору, але невідомо, чи була це законна емісія, чи ні.
Фіскальні марки Наталю великіх номіналів були замінені поштовими марками номіналом до 5 фунтів стерлінгів, які були випущені в 1894 році. Марки великіх номіналів цієї серії були в основному призначені для фіскального, а не поштового використання.